# Mount Washington (Pennsylvania)

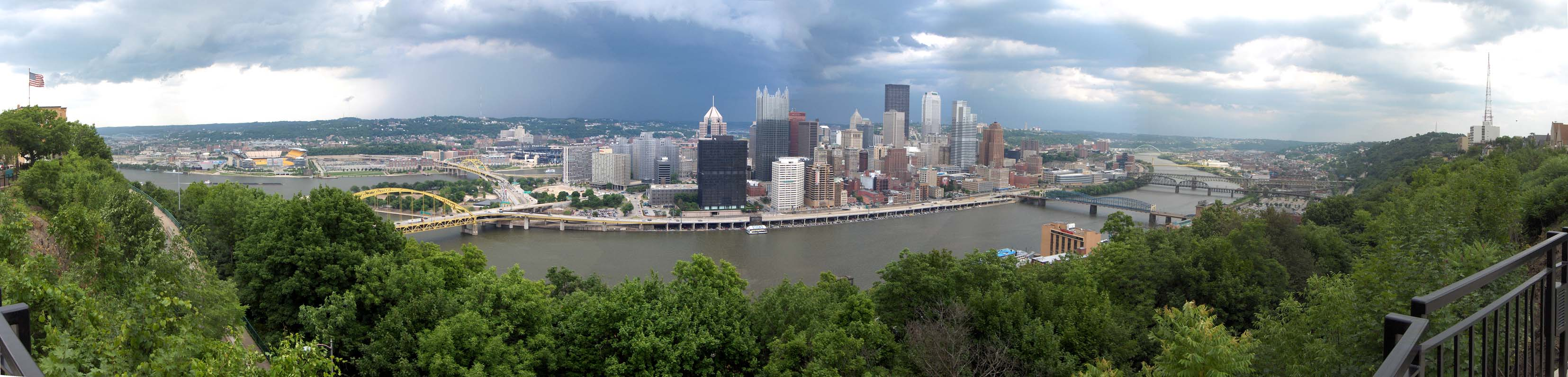
Utsikt över Pittsburgh ifrån Mount Washington.

Mount Washington är ett berg och en stadsdel i staden Pittsburgh i Pennsylvania, USA. Ifrån berget är det en vidsträckt utsikt över Pittsburghs skyline. Magazinet USA Weekend utsåg 2003 vyn nattetid utöver Pittsburgh som den 2:a bästa i USA efter Red Rock Country i Arizona.
Kommer man ifrån Downtown kan man ta sig upp på Mount Washington med hjälp av en av de två bergbanor ifrån 1870-talet som fortfarande är i bruk, Duquesne bergbanan och Monongahela bergbanan.